# Grab (żupania zadarska)
Grab – wieś w Chorwacji, w żupanii zadarskiej, w gminie Gračac. W 2011 roku liczyła 78 mieszkańców.